# Yuka Harada
Yuka Harada (原田裕花?, Harada Yuka; Shūnan, 5 giugno 1968) è un'ex cestista giapponese.

## Carriera
Con il Giappone ha disputato i Giochi olimpici di Atlanta 1996 e i Campionati mondiali del 1994.